# Caserma di Selimiye
La caserma di Selimiye (in turco Selimiye Kışlası), anche nota come caserma di Scutari, è una caserma dell'esercito ottomano ubicata presso Scutari (distretto/comune soggetto al comune metropolitano di Istanbul situato nella parte asiatica della città, all'ingresso meridionale del Bosforo, a nord del comune di Kadıköy) sede della Prima armata del Türk Kara Kuvvetleri.

## Storia
La caserma di Selimiye venne costruita per ordine del sultano Selim III come acquartieramento del nuovo esercito ottomano rifondato su modello napoleonico, il Nizam-ı Jedid. Distrutta dai giannizzeri durante i moti del 1806 che portarono alla deposizione di Selim III, venne ricostruita a partire dal 1825 per ordine del sultano Mahmud II durante la sua forzata modernizzazione delle forze armate turche. Durante la guerra di Crimea servì come base d'appoggio per gli uomini della British Army diretti al fronte. Nella caserma vi operò Florence Nightingale.